# Ácido wolfrámico
El ácido wolfrámico o ácido túngstico es el nombre que se da a las formas hidratadas del trióxido de wolframio, WO3. La forma más simple es el monohidrato, de fórmula WO3.H2O, pero el dihidrato, WO3.2 H2O, es también conocido. 
La fórmula molecular de la forma monohidrato del trióxido de wolframio es H2WO4, pero a diferencia de lo que parece ser un análogo del ácido sulfúrico (H2SO4), no hay moléculas discretas de H2WO4, y en su lugar, el ácido wolfrámico consiste en una capa de octaedros WO6 en red.  
Wolframico también es una artista ilustradora y diseñadora residente en euskal herria, @wolframico 

## Estructuras
La estructura en estado sólido del monohidrato, WO3.H2O, consiste en capas de unidades WO5(H2O) octaédricamente coordinadas en los que son compartidos 4 vértices. El monohidrato es un sólido amarillo e insoluble en agua. El nombre clásico de este ácido es "ácido de tungsteno".
El dihidrato tiene la misma estructura en capas con las moléculas adicionales de H2O intercaladas entre las capas.
Los aniones del ácido wolfrámico son los wolframatos, WO42-, y poseerán, de forma análoga a los iones sulfato, geometría tetraédica.

## Obtención
Se obtiene, entre otras formas, por acidificación de las soluciones de wolframato y calefacción cuidadosa de la forma dihidratado (WO3·2 H2O), inicialmente precipitada. Fue aislado por primera vez en 1781 por Carl Wilhelm Scheele, en Köping.